# ماريان بيرنت
ماريان بيرنت (بالإنجليزية: Marian Burnett) هي منافسة ألعاب القوى غيانية، ولدت في 22 فبراير 1976 في غيانا.

## وصلات خارجية
- ماريان بيرنت على موقع الاتحاد الدولي لألعاب القوى (الإنجليزية)
- ماريان بيرنت على موقع أوليمبيديا (الإنجليزية)
- ماريان بيرنت على موقع اتحاد ألعاب الكومنولث (مؤرشف) (الإنجليزية)